# Nooitgedacht (Delfzijl)
Nooitgedacht is een gehucht in de gemeente Eemsdelta, provincie Groningen (Nederland), gelegen ten noorden van Spijk. Het ligt aan de voet van de oude zeedijk even ten westen van de weg van Delfzijl naar de Eemshaven.
Nooitgedacht ligt in een zeer weids open landschap. Langs het gehucht stroomt de Kleine Tjariet, die hier vroeger uitmondde op de Waddenzee. Het open karakter van het landschap werd begin jaren 2010 bedreigd door plannen van de gemeente Eemsmond om direct ten noorden van de oude zeedijk, tussen Nooitgedacht en Oudeschip, grootschalige glastuinbouw mogelijk te maken, maar dit plan verdween in 2013 in de ijskast.
De naam is een verwijzing daarnaar, dat men zich voordien niet had kunnen voorstellen dat op zo'n onherbergzame plek huizen zouden worden gebouwd.

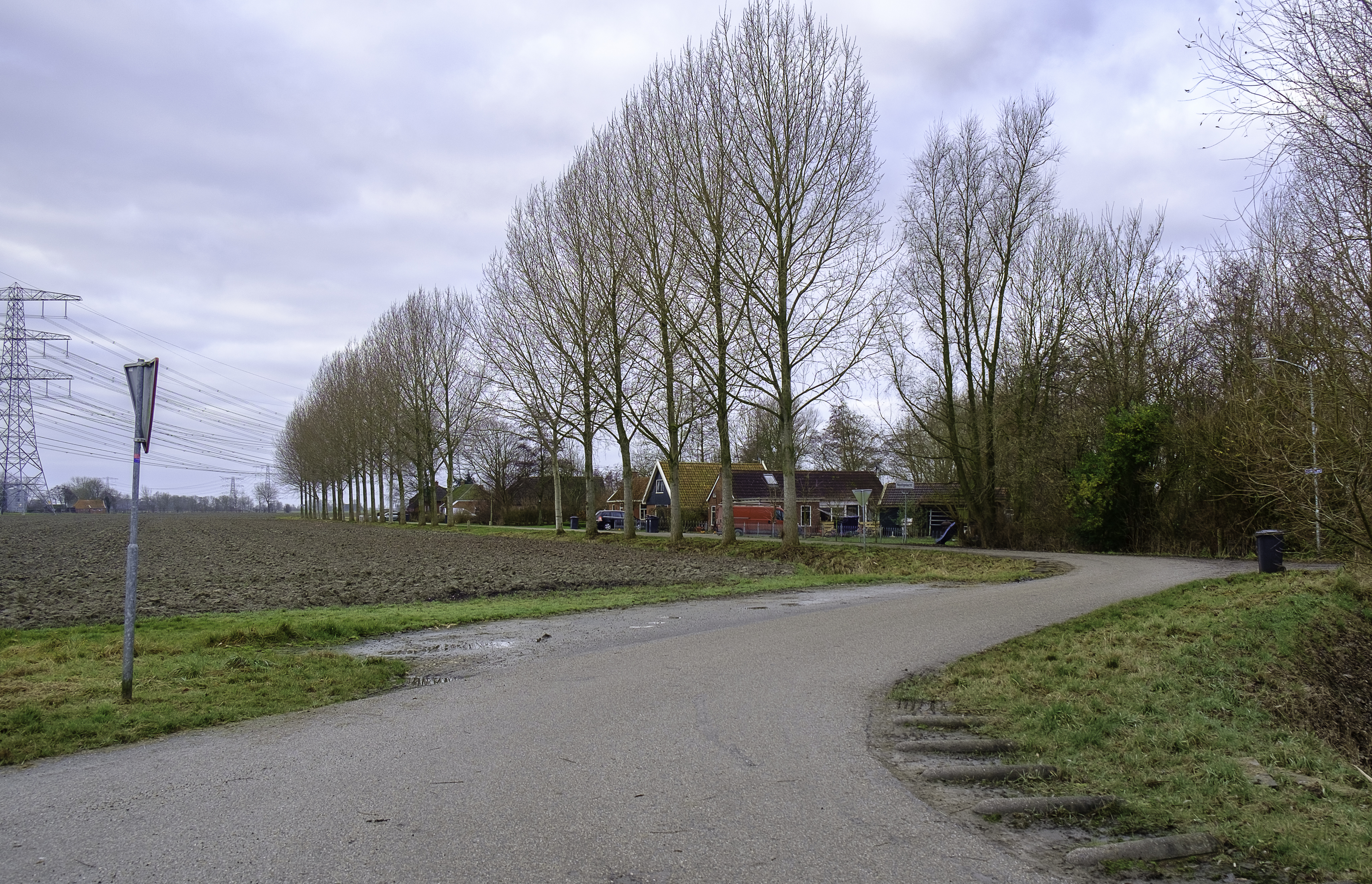
Nooitgedacht gezien vanaf de Slaperdijk
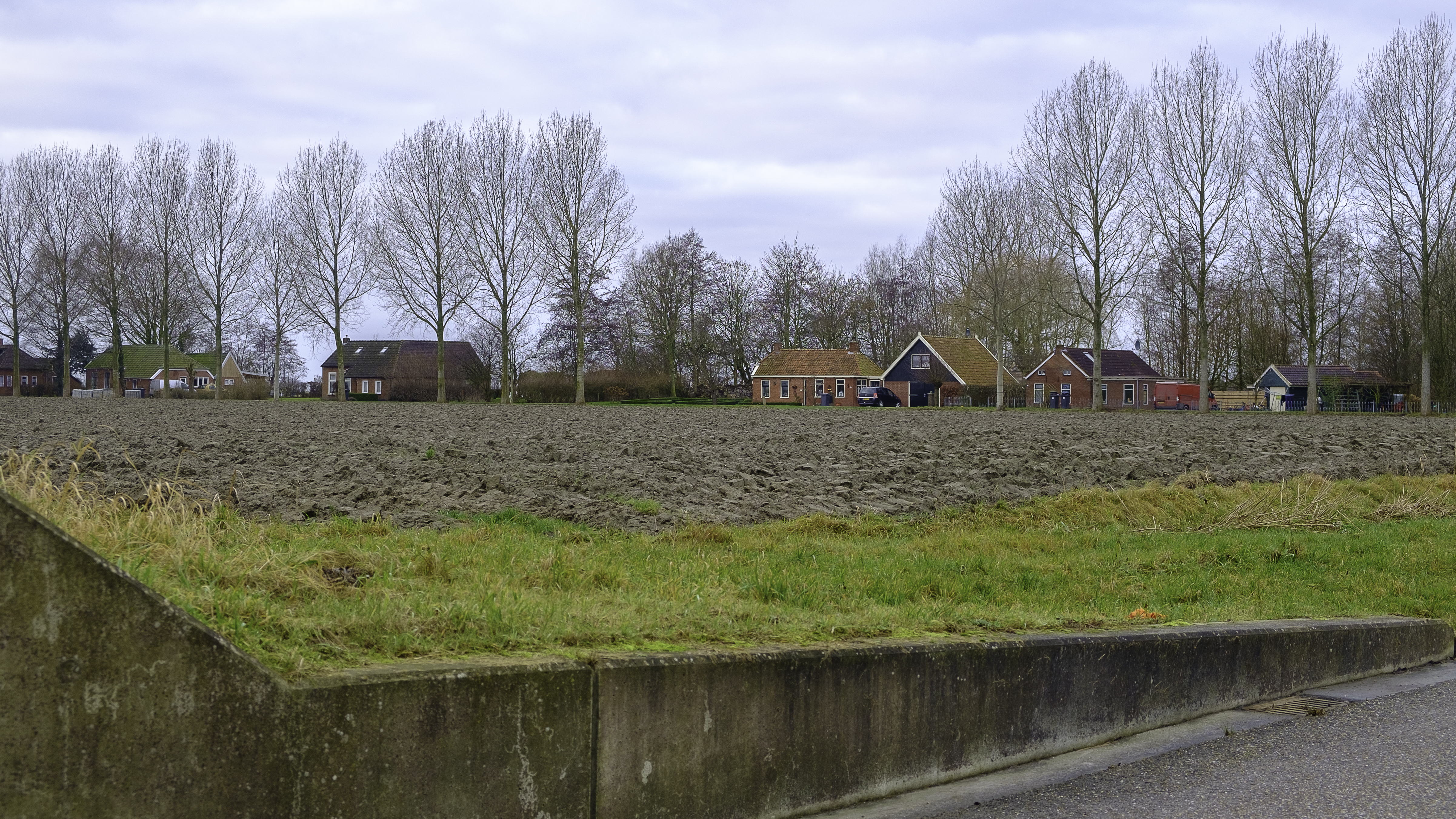
Het gehucht gezien vanaf de tunnel onder de EGD-weg (N33).

Groningen: Steden en dorpen      Nederland: Provincies · Gemeenten